# Codex Millenarius (maior)

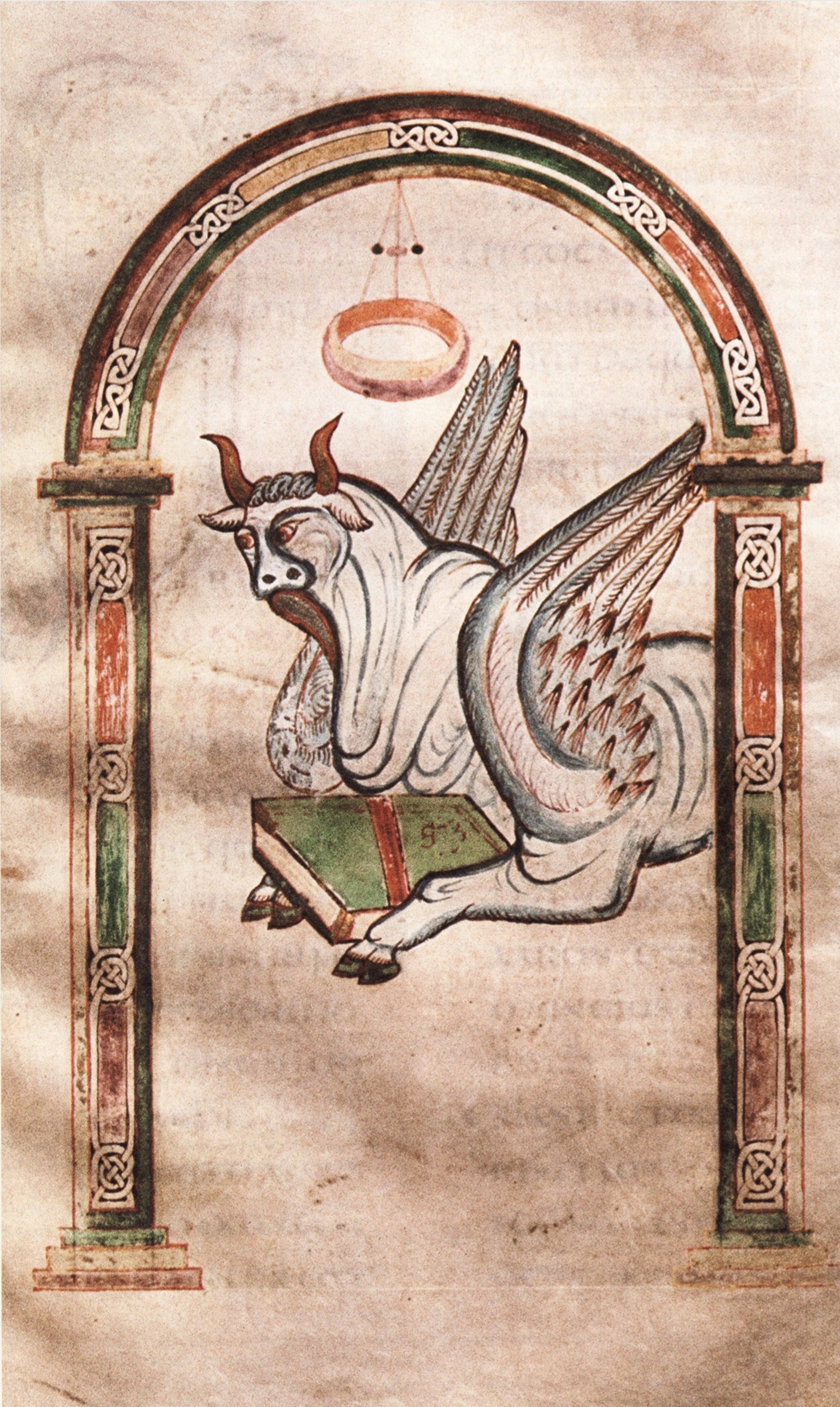

Der Codex Millenarius maior ist ein illuminiertes Evangeliar, das um 800 im Kloster Mondsee entstand. Es befindet sich heute in der Bibliothek des Stifts Kremsmünster in Oberösterreich, Signatur Cim. 1.
Die Handschrift enthält acht Einfassungen im karolingischen Stil, die die vier Evangelisten und deren Insignien abbilden, was das Werk zu einem einzigartigen Kunstwerk aus jener Zeit macht.
Er verdankt seinen Namen dem Ausspruch des Historikers und päpstlichen Nuntius in Wien, Giuseppe Garampi, der bei der Millenniumsfeier Kremsmünsters im Jahr 1777 das Buch besichtigte. Vere hicce millenarius codex est! („Wahrhaftig, das ist wirklich ein Jahrtausendbuch“), soll er vor bibliophiler Begeisterung gerufen haben.